# Ceropegia langkawiensis
Ceropegia langkawiensis là một loài thực vật có hoa trong họ La bố ma. Loài này được Rintz mô tả khoa học đầu tiên năm 1979.